# Социальная партия национального единства
Социальная партия национального единства или Партия U (исп. Partido Social де Unidad Nacional или Partido де «La U») — колумбийская леволиберальная партия, крупнейшая в стране. Партия объединяет в Конгрессе сторонников Альваро Урибе, то есть т.н. «урибистов» и входит в коалицию с Либеральной партией. Для урибистов основными ценностями являются: безопасность в стране ради привлечения инвестиций, низкие налоги для колумбийских граждан и частных компаний. Урибисты состоят в оппозиции к Боливарианскому движению, популярному во многих латиноамериканских странах.
Социальная партия национального единства была основана в 2005 году во главе с Хуаном Мануэлем Сантосом. Тогда большинство её новоиспечённых членов пришли из Либеральной партии, в которой, как и в партии «Радикальная перемена», некоторые урибисты остались до сих пор. Член партии, Хуан Мануэль Сантос, с 2010 года является президентом Колумбии. В Конгрессе партия имеет больше всего мест: 27 в Сенате и 48 в Палате депутатов. «Партия U» и «Радикальная перемена» были первыми партиями, выгнавшими из своих рядов противников действующей власти, участвующих в гражданской войне. В 2009 году около половины конгрессменов от «Радикальной перемены» ушли в «Партию U», что сделало её крупнейшей в Колумбии.